# Гримшо, Тони
Э́нтони Гри́мшо (англ. Anthony Grimshaw; 8 декабря 1957, Манчестер), более известный как То́ни Гри́мшо (англ. Tony Grimshaw) — английский футболист, защитник. 

## Футбольная карьера
Уроженец Манчестера, Гримшо начал футбольную карьеру в академии «Манчестер Юнайтед». В апреле 1974 года подписал с клубом любительский контракт, а в декабре 1975 года — профессиональный контракт. В основном составе «Манчестер Юнайтед» дебютировал 10 сентября 1975 года, выйдя на замену Томми Джексону в матче Кубка Футбольной лиги против «Брентфорда» на «Олд Траффорд». 11 октября 1975 года дебютировал в Первом дивизионе (высшем дивизионе чемпионата Англии) в выездном матче против «Лидс Юнайтед» на «Элланд Роуд», выйдя на замену Стюарту Хьюстону. В дальнейшем в основном составе «Юнайтед» не появлялся, и летом 1979 года покинул клуб.
В сезоне 1979/80 выступал за клуб «Моссли» в Северной Премьер-лиге, за который сыграл 22 матча и забил 4 гола.